# Tunnel de Gléresse
Le tunnel de Gléresse (en allemand, Ligerztunnel) est un tunnel ferroviaire de 2 130 m, en construction, dans le canton de Berne en Suisse, entre Chavannes (Schafis en allemand) et la localité de Douanne (Twann en allemand) sur la ligne du Pied-du-Jura en Suisse. 

## Projet
Ce tunnel à double voie permettra de supprimer le goulet d'étranglement et d'augmenter les capacités ferroviaires. Il permettra notamment l’introduction entre Neuchâtel et Bienne d’une cadence semi-horaire en trafic régional de bout en bout sans péjoration du trafic marchandises. 
Intégré dans le Programme de développement stratégique de l’infrastructure ferroviaire (PRODES (de)) adopté en 2014, les travaux débutent le 18 octobre 2021 pour se terminer en 2026 et pour un projet de 431 millions de francs. Le tunnel sera parallèle au tunnel de l'autoroute A5 et partagera avec cette dernière la galerie de secours.
Dès la mise en service du nouveau tronçon, le tracé ferroviaire actuel, ouvert en 1861 sur la rive nord du lac de Bienne, sera démantelé et réaménagé. L’accès à Gléresse sera effectué par bus.
La gare de Douanne sera réaménagée afin de permettre un accès facilité aux trains pour les personnes à mobilité réduite (loi Lhand).
Les travaux et la mise en service du nouveau tunnel sont retardés de trois ans, soit pas avant la fin 2029, au changement d'horaire. Ces changements de planification sont essentiellement dus à l'attribution du marché en raison de divers recours contre la première décision d'attribution du marché, recours déboutés par le Tribunal administratif fédéral (Suisse). Les nouvelles exigences en matière d'environnement a demandé de nouveaux ajustements de planification. Grâce au nouveau tunnel de Gléresse, les CFF seront en mesure d’augmenter la capacité du réseau ferroviaire.